# Paradise (album)
Pour les articles homonymes, voir Paradise.
Albums de Bob Sinclar
Champs-Élysées
(2000)
Paradise est le premier album de Bob Sinclar, sorti en 1998. 
Lors de sa sortie, l'album ne rencontra pas le succès escompté et sera un échec commercial. Le single Gym Tonic sera un succès et fera connaître le DJ sur le devant de la scène dancefloor.

## Liste des titres
1. Intro
2. Get Into The Music
3. Disco 2000 Selector
4. My Only Love
5. Paradise Interlude
6. The Ghetto
7. New York City Music
8. Ultimate Funk
9. Move Your Body
10. Souvenir
11. Vision of Paradise
12. Mo Underground People
13. Gym Tonic